# 1980年夏季残疾人奥林匹克运动会以色列代表团
1980年夏季残疾人奥林匹克运动会以色列代表团是以色列派出的1980年夏季残疾人奥林匹克运动会代表团。获得13枚金牌、18枚银牌和15枚铜牌。